# Stazione di terra di Kiruna
La stazione di terra di Kiruna è una stazione di terra della rete ESTRACK dell'Agenzia Spaziale Europea per la comunicazione con i satelliti in orbita. È gestita dal Centro europeo per le operazioni spaziali e viene usata per le comunicazioni con i satelliti in orbita terrestre bassa e nella fase di lancio e prima messa in orbita. Si trova a Salmijärvi, 38 km ad est della città di Kiruna, in Svezia.
Nella stazione sono presenti due antenne paraboliche: una da 15 metri di diametro e una da 13. Entrambe possono fornire comunicazioni in banda S in trasmissione e ricezione e in banda X in sola ricezione. In particolare, la banda S è normalmente utilizzata per la telemetria e i comandi dei veicoli spaziali, mentre la banda X è usata per la ricezione di grandi quantità di dati dalle missioni scientifiche e di osservazione della Terra.